# Муканов, Сабит Муканович
Сабит Мука́нов (каз. Сәбит Мұқанұлы Мұқанов; 13 [26] апреля 1900 — 18 апреля 1973, Алма-Ата) — казахский и советский классик литературы, писатель-академик (академик АН Казахской ССР, 1954), общественный деятель, депутат Верховного Совета Казахской ССР 5 созывов (1947—1954). Лауреат премии АН Казахской ССР имени Ч. Ч. Валиханова (1966), Государственной премии Казахской ССР имени Абая (1968). Награжден двумя орденами Ленина и двумя орденами Трудового Красного Знамени, орденом «Знак Почета», медалями.

## Биография
Родился 13 (26) апреля 1900 года в Таузарской волости Петропавловского уезда Акмолинской губернии (ныне — Жамбылский район Северо-Казахстанской области) в семье батрака.
Происходит из рода Сибан, племени Керей.
Отца писателя звали Мукан, мать — Балсары.
Сабит Муканов потерял родителей в раннем возрасте. Родители писателя похоронены в Тимирязевском районе, Северо-Казахстанской области. В 1955 году писатель установил памятник своим родителям в местечке Жаман-шубар, с. Докучаево Тимирязевского района.
Рано познавший нужду, Сабит работал пастухом, обучался грамоте у аульного муллы. С юных лет стал зарабатывать себе на пропитание, исполняя сказания и эпические произведения под аккомпанемент домбры.
Участник Гражданской войны. В 1919 году окончил учительские курсы в г. Омске, затем работал учителем в ауле. В 1922 году поступил на учебу в Оренбургский рабфак. В 1925—1928 годах работал в республиканских органах печати, был ответственным секретарем КазАПП.
В 1935 году окончил литературное отделение Московского института Красной профессуры. В 1935—1937 годы — работал редактором газеты «Қазақ әдебиеті».
В 1937—1941 гг. — профессор Казахского педагогического института.
В период с 1936—1937 и с 1943—1951 годы — был председателем Союза Писателей Казахстана, в 1951—1973 — член правления Союза писателей Казахстана.
В годы Великой Отечественной войны — военный корреспондент газеты «Правда».
В 1958—1969 годы член Совета комитета защиты мира; 1965—1969 годы — председатель казахского филиала Общества дружбы и культурных связей с арабскими странами.
Скончался 18 апреля 1973 года в г. Алма-Ате, похоронен на Кенсайском кладбище.

## Творчество
Сабит Муканов — один из немногих писателей, которые трудились во всех жанрах литературы. Он начал свою творческую деятельность с поэзии. Ему принадлежат такие поэтические произведения, как «Көңілім» («Думы», 1917 г.), «Бостандық» («Свобода», 1919 г.), «Жұмаштың өлімі» («Смерть Жумаша»), «Альбом», «Балбөпе», «Ақ аю» («Белый медведь»), «Жұпархан». Самую большую популярность приобрела его поэма «Сулушаш» (1928 г.). Также его авторству принадлежит текст песни «Казахский вальс» (Л.Хамиди) (1940 г.).
Одним из первых прозаических произведений явился роман «Заблудшие» посвященный классовой борьбе. После авторской переработки роман получил название «Светлая любовь».
Автор следующих романов и повестей: «Темиртас» (1935 г.), «Сырдарья» (1948), «Ботагоз» (1957 г.) (также по этому роману создан одноименный фильм «Ботагоз» 1958 г.), автобиографической романа-трилогии «Школа жизни» (1945—1962 гг.), роман о Чокане Валиханове «Промелькнувший метеор» (1972 г.). Также он является автором пьес: «Чокан Валиханов», «Сакен Сейфуллин», «Девушка из Кашгарии» и многих других.
В 1974 году вышло посмертное издание его этнографического труда «Народное наследие», где исследованы древние народные предания, шежере, хозяйство и быт дореволюционных казахов, их материальная и духовная культура.
Он также успешно трудился в области науки и литературоведения. Исследовал историю и теорию развития литературного процесса Казахстана. Изучал казахскую литературу XVIII — начала XX веков, творчество отдельных казахских прозаиков и поэтов — С. Сейфуллина, М. Ауэзова, Т. Жарокова, А. Тажибаева, народных акынов республики. Много лет он занимался исследованием научного и литературного наследия Чокана Валиханова и Абая Кунанбаева. Ему принадлежит первое систематическое изложение жизни и творчества великого казахского поэта Джамбула Джабаева. Книги Сабита Муканова переведены на 46 языков мира.
Его произведения нашли свое место в Библиотеке Конгресса США (г. Вашингтон), Национальной библиотеке Австралии (г. Канберра).
Биография Сабита Муканова была опубликована в международной энциклопедии персоналий «Who is Who» (США, 1969 год).
В 2018 году вышла книга «Письмотека Муканова», в которую вошли письма и переписки писателя в период с 1924—1973 годы.

## Семья
- Отец — Мукан, скончался, когда писателю было 7 лет[15].
- Мама — Балсары — скончалась, когда писателю было 8 лет[15].
- Первая супруга — Рахима Кощыгуловна (скончалась от болезни в 1926 г.[16])
- Сын — Арстан (сентябрь 1925 г. — 12.05.1926 г.[16]).
- Вторая супруга — Мариям Кожахметовна Муканова (1909—2010 гг.[17]), похоронена рядом со своим мужем на Кенсайском кладбище, прожили в браке 47 лет, до самой смерти писателя.
- Сын — Муканов Арстан Сабитович (1927—2000), инженер — конструктор, Заслуженный рационализатор Казахской ССР[18].
- Супруга Арстана — Мусрепова Энгелина Габитовна — дочь Габита Мусрепова от первого брака, физиолог[19].
- Внучка писателя — Муканова Найля Арстановна, в период с 1986 года по 1999 годы являлась директором Республиканского литературно-мемориального дома-музея Сабита Муканова, директором Государственного литературно-мемориального музейного комплекса С.Муканова и Г.Мусрепова[20].
- Внучка писателя — Муканова Камиля Арстановна, ученый агроном[20].
- Сын писателя — Муканов Марат Сабитович (1929—1998 гг.[21]), доктор исторических наук, заведующий отделом Института истории и этнологии АН Казахстана (1958—1968 гг., 1970—1998 гг.).[21]Автор монографий «Этнический состав и расселение казахов Среднего жуза» (1974 г.), «Казахские домашние художественные ремесла» (1979 г.), «Казахская юрта» (1981 г.), «Этническая территория казахов в XVII — начале XX века» (1994 г.)[21].
- Сын писателя — Муканов Алтай Сабитович (1934—2001) — военный инженер-строитель, полковник в отставке[18].
- Сын писателя — Муканов Ботажан Сабитович (1937—1993), ученый-агроном[18].
- Дочь писателя — Муканова Баян Сабитовна (1940—2024[22]) — кандидат химических наук, преподаватель Сельскохозяйственного института[11].
- Дочь писателя — Муканова Жанна Сабитовна, кандидат медицинских наук, преподаватель медицинского колледжа[11].
- Внуки: Муканов Бахытжан Арстанович (1952—1993), Муканов Карим Арстанович (1964—2016), Муканов Сакен Арстанович, Муканов Сабит Маратович, Муканов Нурлан Алтаевич, Муканов Адай Ботажанович.

## Награды
- Премия АН КазССР имени Ч. Ч. Валиханова (1966 г.)
- Государственная премия КазССР имени Абая (1968 г.)
- два ордена Ленина (1960, 1970)
- два ордена Трудового Красного Знамени (1950, 1957)
- орден «Знак Почёта» (1967)

## Память
- 8 февраля 1999 года в городе Алматы был открыт Государственный литературно-мемориальный музейный комплекс Сабита Муканова и Габита Мусрепова[20].
- Инициатором создания и основателем Литературно-мемориального музея Сабита Муканова была вдова Сабита Муканова — Мариям Кожахметовна Муканова. Первым директором был друг семьи Мукановых — Бекишев Хаким Нургалиевич (1976—1986 гг.)
- 7 апреля 2000 года в городе Петропавловск Казахскому музыкально-драматическому театру присвоено имя С.Муканова.
- В Алматы именем писателя названа улица.
- Северо-Казахстанская областная универсальная научная библиотека носит имя писателя. При библиотеке открыта комната-музей писателя. В селе Сабит Жамбылского района Северо-Казахстанской области открыт мемориальный музей С.Муканова
- В 2000 году под эгидой ЮНЕСКО широко праздновался 100-летний юбилей Сабита Муканова. В юбилейных торжествах принял участие Президент Республики Казахстан Нурсултан Назарбаев. К 100-летнему юбилею писателя Национальным банком Республики Казахстан была выпущена в обращение памятная монета номиналом 50 тенге, «Казпочта» выпустила памятную почтовую марку номиналом 10 тенге.
- В 2000 году в городе Алматы на пересечении улиц Муканова и Толе би был установлен бюст писателя и открыт сквер имени Сабита Муканова.[23]. В 2016 году были проведены реставрационные работы в сквере имени Сабита Муканова[24].

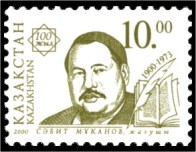
Почтовая марка Казахстана, 2000 год
Памятная монета Казахстана номиналом 50 тенге, посвящённая 100-летию со дня рождения Сабита Муканова

## Сочинения

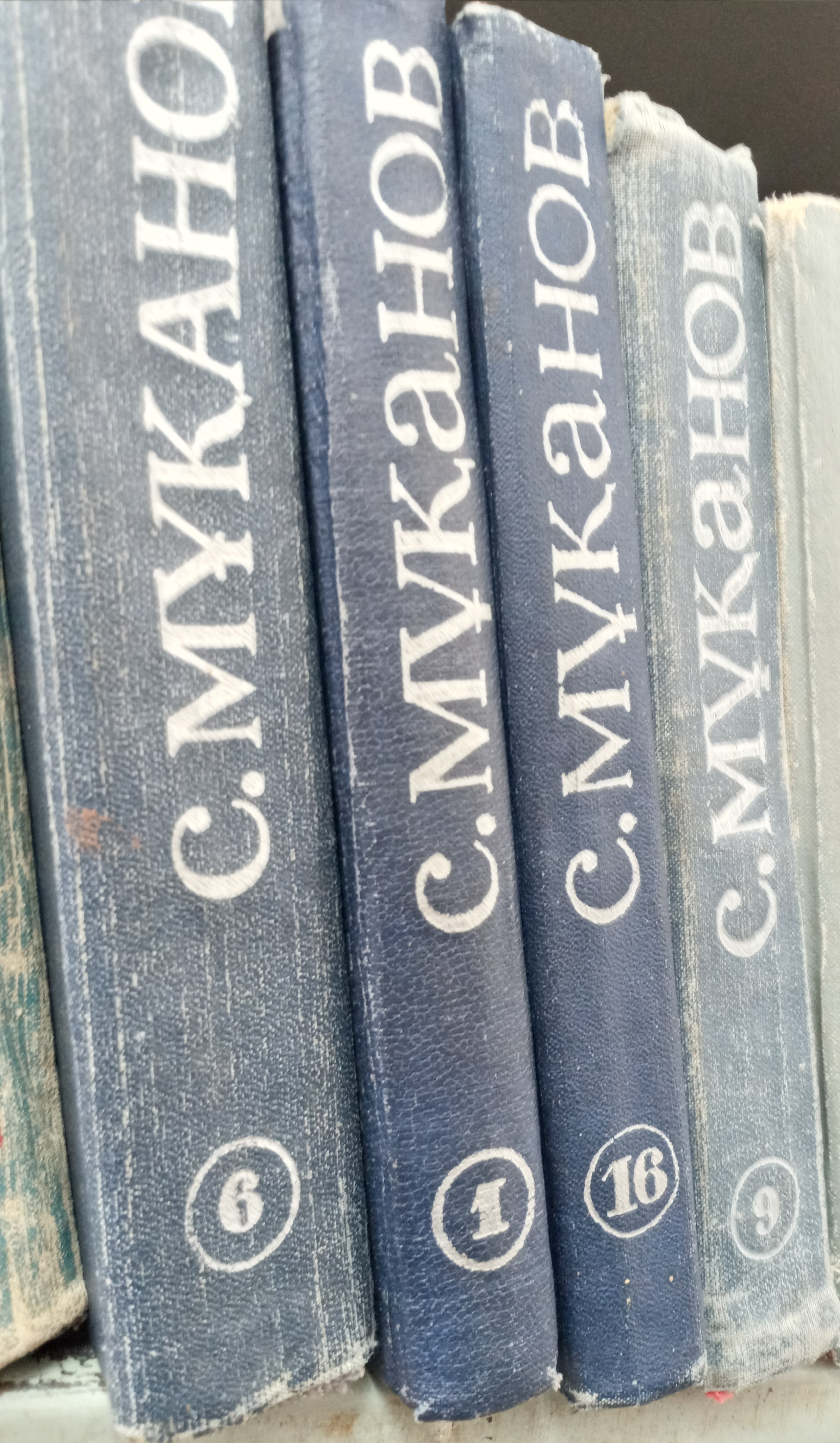
Сабит Муканулы. Избранные произведения в 16 томах (некоторые тома). Алматы, Жазушы, 1972—1980.

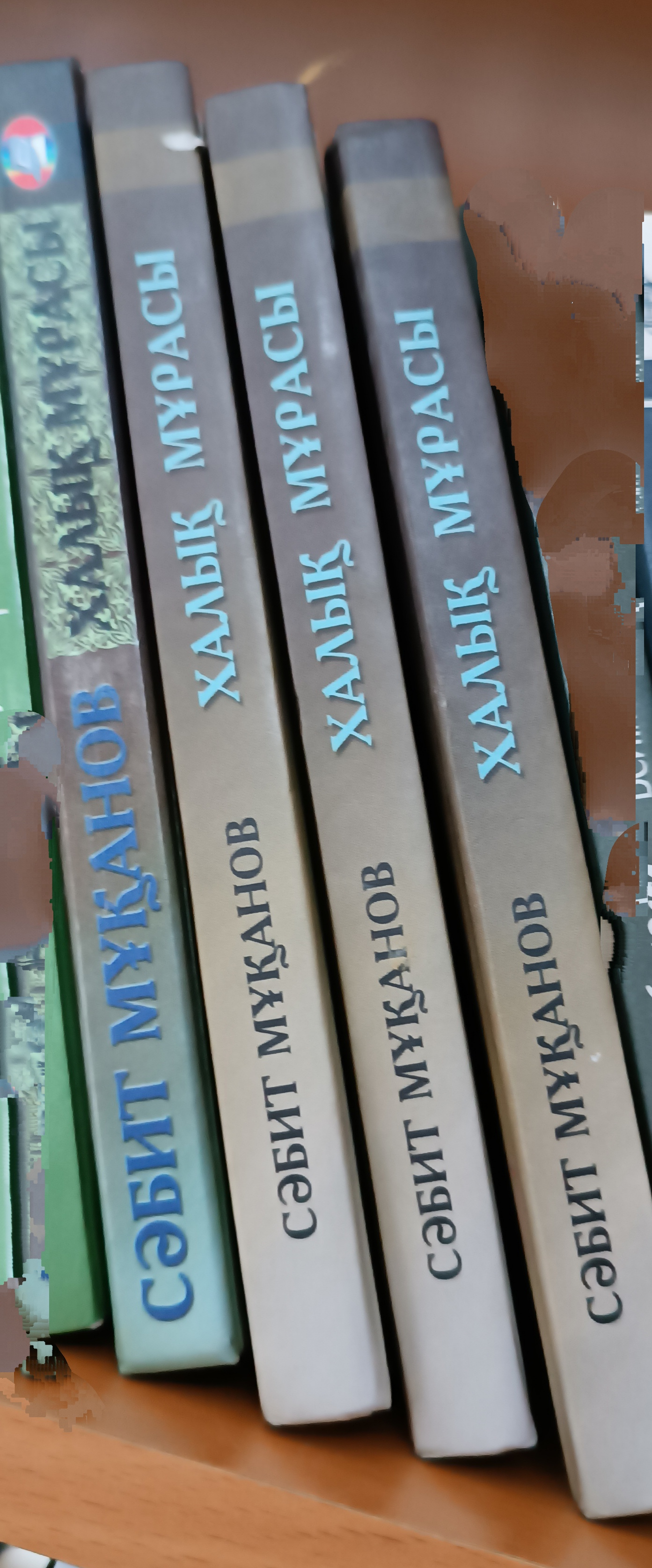
«Халык мурасы» («Наследие народа») на казахском. Алматы, издательство «Жазушы», 2002, 2005.

- Сказание о современнике, Алма-Ата, 1962
- Школа жизни, книги 1—3, Москва, 1971 (посв. Б. Изтолину).
- Чокан Валиханов. Алма-Ата, 1953
- Ботагоз. Роман. Москва, 1949
- Шокан Уалиханов. Историческая драма в 4-х частях. Алма-Ата, 1948
- Сырдарья. Роман. Ленинград, 1953
- Школа жизни. Алма-Ата, 1958
- Стихи и поэмы, Алма-Ата, 1960
- Промелькнувший метеор. Роман-трилогия. Алма-Ата, 1967
- Избранные произведения. В 16 томах (на казахском языке). Алма-Ата, 1972—1980
- Наследие народа (Халык мурасы). Алматы, 1974, 1995, 2002, 2005.
- Черные негры в поле, Алма-Ата, 1981